# 金巻賢字
金巻 賢字（かなまき　けんじ、1904年（明治37年） - 1984年（昭和59年））は、日本の経済学者・経営学者・教育者。専門は社会思想史・簿記論。元・札幌商業高等学校校長。北海道生まれ。

## 来歴
- 1923年（大正12年）札幌商業学校（現北海学園札幌高等学校）卒業。
- 1927年（昭和2年）小樽高等商業学校卒業。
- 1932年（昭和7年）東京商科大学（現一橋大学）卒業。同年、青山学院大学高等商業学部専門部講師。
- 1934年（昭和9年）青山学院大学高等商業学部専門部教授。
- 1944年（昭和19年）青山学院大学退職。
- 1946年（昭和21年）札幌文科専門学院（現札幌学院大学）学校長。
- 1948年（昭和23年）札幌商業高等学校校長。
- 1955年（昭和30年）小樽商科大学短期大学部商業学科教授。
- 1968年（昭和43年）小樽商科大学短期大学部停年退官。札幌大学教養部教授。
- 1972年（昭和47年）札幌大学退職。北海学園大学教養部客員講師（教職担当）
- 1977年（昭和52年）北海学園大学退職
- 1978年（昭和53年）成徳ビジネス専門学校招聘講師（~1980年）

この他、1949年（昭和24年）北海学院兼任教授や、1949年（昭和24年）～1956年（昭和31年）まで学校法人北海学園理事。また、1948年（昭和23年）～1984年（昭和59年）まで学校法人北海学園評議員。

## 主要論文
- 『<研究> ヘーゲル辯證法における『矛盾』の論理』（商學討究 6(下册), 1932年）
- 『人間未来学の初想 : 試論三章』（札幌大学教養部・札幌大学女子短期大学部紀要 1, 1968年）